# Saison 9 de Doctor Who
Cet article concerne la seconde série. Pour la première, voir Saison 9 de Doctor Who, première série.
Chronologie
Saison 8 Saison 10
Cet article présente les épisodes de la neuvième saison de la seconde série télévisée britannique Doctor Who. Diffusée entre septembre et décembre 2015, il s'agit de la seconde série du Douzième Docteur, incarné par Peter Capaldi, mais de la dernière de Clara Oswald, interprétée par Jenna Coleman depuis Noël 2012.

## Synopsis
Il y a longtemps, sur Gallifrey, une prophétie parlait d'une créature appelée « l'Hybride », qui serait mi-Dalek et mi-Seigneur du Temps : Qui est l'Hybride ? Pourquoi le Docteur a-t-il fui Gallifrey ?

## Distribution

### Acteurs réguliers
- Peter Capaldi (VF : Philippe Résimont) : Le Docteur
- Jenna Coleman (VF : Marielle Ostrowski) : Clara Oswald

### Acteurs récurrents
- Maisie Williams : Ashildr (épisodes 5, 6, 10 et 12)
- Jemma Redgrave : Kate Stewart (épisodes 1, 7 et 8)
- Clare Higgins : Ohila (épisodes 1 et 12)
- Michelle Gomez (VF : Jacqueline Ghaye) : Missy (épisodes 1 et 2)
- Julian Bleach : Davros (épisodes 1 et 2)
- Ingrid Oliver : Petronella Osgood (épisodes 7 et 8)
- Kelly Hunter : L'Architecte des Ombres (épisode 1)
- Joivan Wade (en) : Rigsy (épisode 10)
- Ken Bones : Le Général (épisode 12)
- Alex Kingston : River Song (spécial Noël 2015)
- Matt Lucas : Nardole (spécial Noël 2015)

## Production
Cette saison est la dernière de Jenna Coleman dans le rôle de Clara Oswald, rôle qu'elle tient depuis 2012. Elle avait déjà prévu de partir à la fin de Mort au Paradis, l'épisode final de la saison 8, avant de changer d'avis et de décider de se laisser un dernier épisode. Au cours de la lecture du script de Douce Nuit, elle demanda à Steven Moffat de rester une saison supplémentaire, ce qui arrangea le producteur-exécutif.

### Réalisation
| Block | Épisode(s)                                      | Réalisateur.trice | Scénariste(s)                    | Producteur.trice |
| ----- | ----------------------------------------------- | ----------------- | -------------------------------- | ---------------- |
| X     | Douce Nuit (Spécial Noël 2014)                  | Paul Wilmshurst   | Steven Moffat                    | Paul Frift       |
| 1     | Au fond du lac (Épisode 3)                      | Daniel O'Hara     | Toby Whithouse                   | Derek Ritchie    |
| 1     | Avant l'inondation (Épisode 4)                  | Daniel O'Hara     | Toby Whithouse                   | Derek Ritchie    |
| 2     | Le Magicien et son disciple (Épisode 1)         | Hettie MacDonald  | Steven Moffat                    | Peter Bennett    |
| 2     | La Sorcière et son pantin (Épisode 2)           | Hettie MacDonald  | Steven Moffat                    | Peter Bennett    |
| 3     | La Fin d'une vie (Épisode 5)                    | Ed Bazalgette     | Jamie Mathieson et Steven Moffat | Derek Ritchie    |
| 3     | Une vie sans fin (Épisode 6)                    | Ed Bazalgette     | Catherine Tregenna               | Derek Ritchie    |
| 4     | Vérité ou Conséquences, 1ère partie (Épisode 7) | Daniel Nettheim   | Peter Harness                    | Peter Bennett    |
| 4     | Vérité ou Conséquences, 2ème partie (Épisode 8) | Daniel Nettheim   | Peter Harness et Steven Moffat   | Peter Bennett    |
| 5     | Le Corbeau (Épisode 10)                         | Justin Molotnikov | Sarah Dollard                    | Nikki Wilson     |
| 6     | Descente au paradis (Épisode 11)                | Rachel Talalay    | Steven Moffat                    | Peter Bennett    |
| 7     | Dans les bras de Morphée (Épisode 9)            | Justin Molotnikov | Mark Gatiss                      | Nikki Wilson     |
| 8     | Montée en enfer (Épisode 12)                    | Rachel Talalay    | Steven Moffat                    | Peter Bennett    |
| X     | Les Maris de River Song (Spécial Noël 2015)     | Douglas Mackinnon | Steven Moffat                    | Nikki Wilson     |

## Liste des épisodes

### Spécial Noël:Douce Nuit
- Royaume-Uni : 25 décembre 2014 sur BBC One
- France : 24 avril 2015 sur France 4[réf. nécessaire]

### Épisode 1:Le Magicien et son Disciple
- Royaume-Uni /  Canada : 19 septembre 2015 sur BBC One[4] / Space
- France : 26 décembre 2015 sur France 4[5]

- Royaume-Uni : 6,5 millions de téléspectateurs
- Canada : 913 000 téléspectateurs[6]

- Michelle Gomez : Missy
- Jemma Redgrave : Kate
- Kelly Hunter
- Clare Higgins
- Jaye Griffiths

### Épisode 2:La Sorcière et son Pantin
- Royaume-Uni : 26 septembre 2015 sur BBC One
- France : 26 décembre 2015 sur France 4

- Royaume-Uni : 5,7 millions de téléspectateurs

Michelle Gomez

### Épisode 3:Au Fond du Lac
- Royaume-Uni : 3 octobre 2015 sur BBC One
- France : 2 janvier 2016 sur France 4

- Royaume-Uni : 5,6 millions de téléspectateurs
- France : 300 000 téléspectateurs

### Épisode 4:Avant l'Inondation
- Royaume-Uni : 10 octobre 2015 sur BBC One
- France : 2 janvier 2016 sur France 4

### Épisode 5:La Fin d'une Vie
- Royaume-Uni : 17 octobre 2015 sur BBC One
- France : 9 janvier 2016 sur France 4

### Épisode 6:Une Vie Sans Fin
- Royaume-Uni : 24 octobre 2015 sur BBC One
- France : 16 janvier 2016 sur France 4

Maisie Williams

### Épisode 7:Vérité ou Conséquences, première partie
- Royaume-Uni : 31 octobre 2015 sur BBC One
- France : 23 janvier 2016 sur France 4

### Épisode 8:Vérité ou Conséquences, deuxième partie
- Royaume-Uni : 7 novembre 2015 sur BBC One
- France : 23 janvier 2016 sur France 4

### Épisode 9:Dans les Bras de Morphée
- Royaume-Uni : 14 novembre 2015 sur BBC One
- France : 30 janvier 2016 sur France 4

- Reece Shearsmith

### Épisode 10:Le Corbeau
- Royaume-Uni : 21 novembre 2015 sur BBC One
- France : 30 janvier 2016 sur France 4

### Épisode 11:Descente au Paradis
- Royaume-Uni : 28 novembre 2015 sur BBC One
- France : 13 février 2016 sur France 4

### Épisode 12:Montée en Enfer
- Royaume-Uni : 5 décembre 2015 sur BBC One
- France : 20 février 2016 sur France 4

- Cet épisode marque la fin définitive des voyages du Docteur et Clara Oswald, qui voyageaient ensemble depuis la saison 7.
- Il s'agit également de la dernière apparition de Maisie Williams, qui jouait Ashildr depuis l'épisode La Fin d'une Vie.

### Épisode spécial:Les Maris de River Song
- Royaume-Uni /  Canada : 25 décembre 2015 sur BBC One / Space
- France : 27 février 2016 sur France 4

- Royaume-Uni : 7,7 millions de téléspectateurs
- Canada : 855 000 téléspectateurs[7]

- Alex Kingston (River Song)
- Greg Davies (Roi Hydroflax)
- Matt Lucas (Nardole)

- Du point de vue de River Song, les événements de cet épisode se déroulent avant sa rencontre avec le Dixième Docteur dans Bibliothèque des Ombres, 1re partie.
- Le Onzième Docteur avait promis de nombreuses fois à River Song de l'emmener voir les Tours Chantantes de Darillium : la boucle est bouclée, puisque le Douzième Docteur l'y emmène.

## Bande-son originale

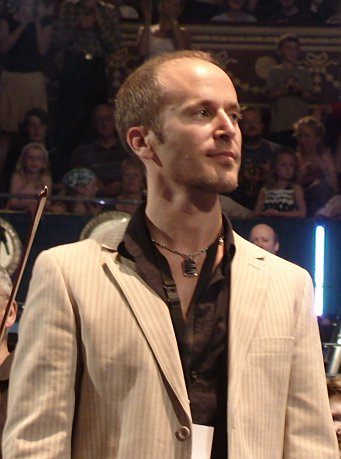
Murray Gold, le compositeur de la bande-son de Doctor Who depuis le retour de la série en 2005.

L'album contenant la bande-son originale de la saison 9, composée par Murray Gold, est sorti officiellement le 27 avril 2018 et est disponible en CD ou en téléchargement. Le format CD comporte quatre disques séparés : 
- le premier disque regroupe les musiques des épisodes Le Magicien et son Disciple, La Sorcière et son Pantin, Au Fond du Lac, Avant l'Inondation, La Fin d'une Vie et Une Vie sans Fin ;
- le deuxième disque regroupe les musiques des épisodes Vérité ou Conséquences, 1re partie, Vérité ou Conséquences, 2de partie, Dans les Bras de Morphée, Le Corbeau et Montée en Enfer ;
- le troisième disque regroupe les musiques du 11e épisode de la saison, Descente au Paradis ;
- le quatrième disque regroupe les musiques de l'épisode de Noël 2015, Les Maris de River Song.

Cet album propose ainsi 2 heures, 42 minutes et 43 secondes de contenu audio. La piste la plus longue est Face the Raven, la 10e piste du deuxième CD, qui dure 7 minutes 42 secondes. À l'inverse, les deux pistes les plus courtes sont We Need to Get Back to the TARDIS (13e piste du 1er CD) et Time to Do it Properly (7e piste du 4e CD), qui durent toutes les deux 52 secondes.